# Ammotrechella bahamica
Espèce
Ammotrechella bahamica est une espèce de solifuges de la famille des Ammotrechidae.

## Distribution
Cette espèce est endémique des Bahamas. Elle se rencontre sur Eleuthera.

## Description
Le mâle holotype mesure 13,0 mm.

## Étymologie
Son nom d'espèce lui a été donné en référence au lieu de sa découverte, les Bahamas.

## Publication originale
- Muma, 1986 : New species and records of Solpugidae (Arachnida) from Mexico, Central America, and the West Indies. Novitates Arthropodae, vol. 2, no 3, p. 1-23 (texte intégral).